# Реуцень
Реуцень, Реуцені (рум. Răuțeni) — село у повіті Сучава в Румунії. Входить до складу комуни Замостя.
Село розташоване на відстані 379 км на північ від Бухареста, 22 км на північ від Сучави, 129 км на північний захід від Ясс.

## Населення
За даними перепису населення 2002 року у селі проживали 109 осіб, усі — румуни. Усі жителі села рідною мовою назвали румунську.